# Пасынков, Даниил Валерьевич
Даниил Валерьевич Пасынков (род. 13 октября 1994, Москва) — российский пловец. Чемпион мира по плаванию в эстафете. Призёр чемпионата Европы.

## Карьера
Родился в г. Березники Пермская обл. Живёт в московских Текстильщиках. Занимается плаванием в спортивной школе олимпийского резерва «Москвич» у заслуженного тренера России Е. А. Тихоновой.
Приказом министра спорта № 109-нг от 3 августа 2015 года присвоено спортивное звание мастер спорта России международного класса.
На чемпионате России 2015 года завоевал два серебра (комплексное плавание на дистанции 200 метров и эстафета 4×200 метров вольным стилем) и бронзу (эстафета 4×100 метров вольным стилем).
На чемпионате России 2016 года на короткой воде в составе сборной Москвы стал чемпионом в эстафете 4×200 метров вольным стилем, а также победил в комплексном плавании на дистанции 400 метров. На дистанции в 200 метров комплексным плаванием Даниил завоевал очередное золото.
На чемпионате мира 2016 года по плаванию на короткой воде за участие в предварительных заплывах в эстафете 4×200 метров вольным стилем (без участия в финале) получил золотую медаль.
В 25-метровом бассейне, на чемпионате Европы в декабре 2019 года, россиянин стал бронзовым призёром турнира на дистанции 400 метров комплексным плаванием, показав время 4:04,98.

## Образование
В 2012 году поступил в Российский государственный университет физической культуры, спорта, молодёжи и туризма.